# 郭忠寧
郭忠（1582年—？年），原名陳于宁，字藎卿，號履台，南直隸蘇州府吳縣人。

## 生平
萬曆三十七年（1609年）己酉應天府鄉試三十二名舉人，萬曆三十八年（1610年）庚戌科會試一百一名，第二甲第四十六名進士。都察院觀政，四十年授刑部廣西司主事，陞福建司員外郎，尋陞浙江司郎中，任廣西乡试主考官。丁父憂去官。服阕，四十六年調工部虞衡司郎中。出知河南府，調台州府，天啓五年（1625年）六月升湖廣按察司副使。遷陝西右參政。有《也園詩槀》。

## 事跡
天启四年（1624），郭忠宁與申绍芳、顾顼捐修蘇州觀前街醋坊桥。

## 家族
曾祖郭桂；祖郭琳；父郭善道，衢州府教授、贈刑部員外郎；母衛氏（贈安人）；繼母黃氏；生母徐氏（封安人）。慈侍下。兄向廷，弟葵宸；熙朝；化邦。